# Gaucín (kommunhuvudort)
Gaucín är en kommunhuvudort i Spanien.   Den ligger i provinsen Provincia de Málaga och regionen Andalusien, i den södra delen av landet, 500 km söder om huvudstaden Madrid. Gaucín ligger 619 meter över havet och antalet invånare är 1 847.
Terrängen runt Gaucín är huvudsakligen kuperad, men österut är den bergig. Runt Gaucín är det ganska tätbefolkat, med 72 invånare per kvadratkilometer. Närmaste större samhälle är Estepona, 18,2 km sydost om Gaucín. 